# (5083) Irinara
(5083) Irinara est un astéroïde de la ceinture principale.

## Description
(5083) Irinara est un astéroïde de la ceinture principale. Il fut découvert le 13 mars 1977 à Naoutchnyï par Nikolaï Tchernykh. Il présente une orbite caractérisée par un demi-grand axe de 2,55 UA, une excentricité de 0,08 et une inclinaison de 14,8° par rapport à l'écliptique.

## Compléments